# 蒙特戈山
38°48′30″N 0°7′0″E / 38.80833°N 0.11667°E
蒙特戈山（西班牙語：Parque natural del Macizo del Montgó），是西班牙的山峰，位於阿利坎特省，處於白色海岸以北，屬於普雷貝蒂科山脈的一部分，海拔高度753米，山體由石炭岩組成。